# Orphée (Rameau)
Pour les articles homonymes, voir Orphée (homonymie).
Orphée est une cantate de Jean-Philippe Rameau inspirée par la légende d'Orphée et Eurydice telle que rapportée par Ovide dans ses Métamorphoses.

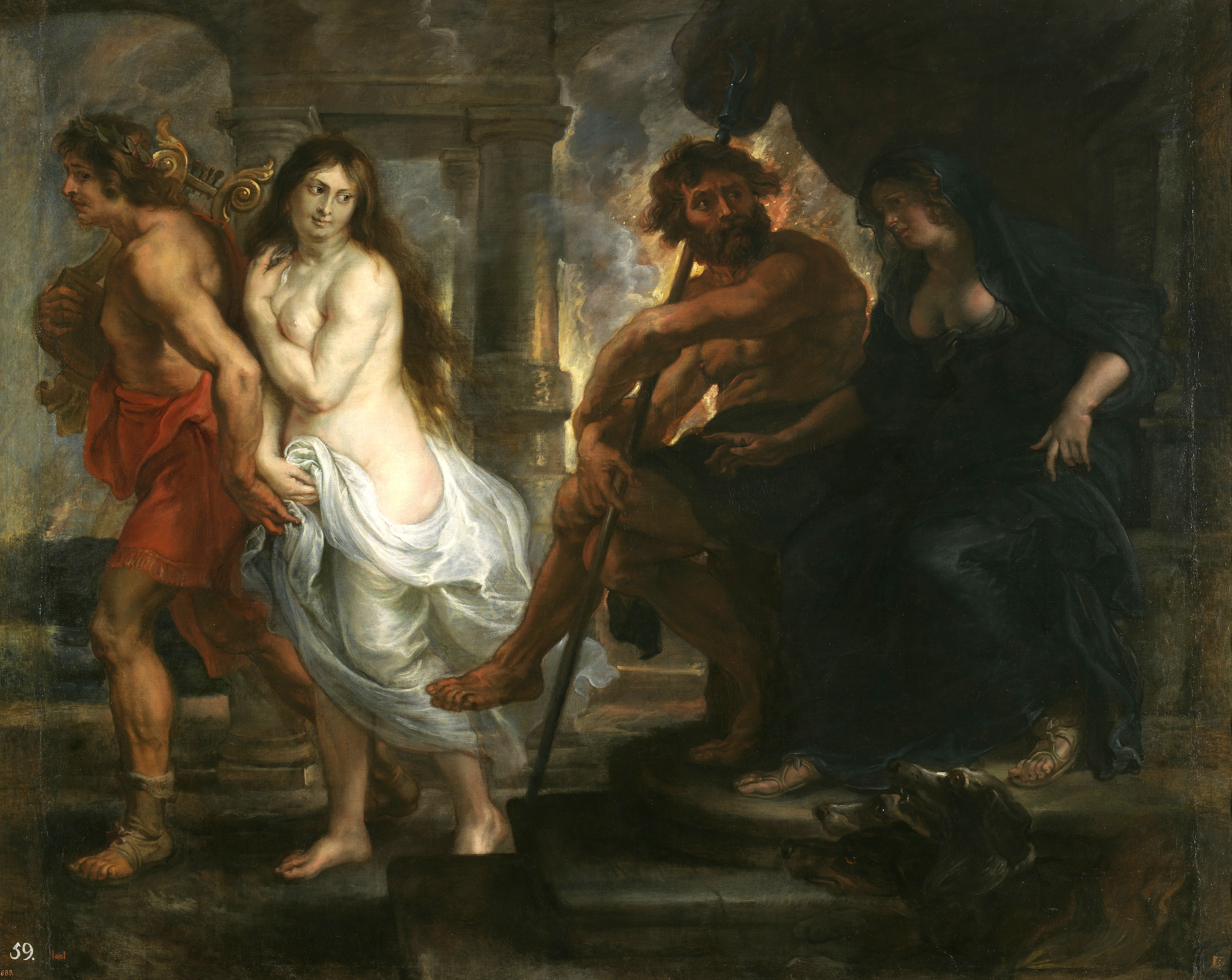
Orphée et Eurydice, tableau de Pierre Paul Rubens

Euridyce, mordue par un serpent, étant morte, Orphée descend aux Enfers auprès de Pluton pour réclamer son retour à la vie.

« Orphée [...] la reçoit sous cette condition, qu'il ne tournera pas ses regards en arrière jusqu'à ce qu'il soit sorti des vallées de l'Averne ; sinon, cette faveur sera rendue vaine. [...] Ils n'étaient plus éloignés, la limite franchie, de fouler la surface de la terre ; Orphée, tremblant qu'Eurydice ne disparût et avide de la contempler, tourna, entraîné par l'amour, les yeux vers elle ; aussitôt elle recula, et la malheureuse, tendant les bras, s'efforçant d'être retenue par lui, de le retenir, ne saisit que l'air inconsistant. »

— (Ovide, Métamorphoses [détail des éditions] [lire en ligne], X, trad. GF-Flammarion, 2001)
La cantate date probablement de 1721, d'après la copie manuscrite (mais non autographe) qui nous en est parvenue.
Elle est écrite pour une voix de soprano et un ensemble instrumental réduit (« symphonie ») , soit un violon et une viole avec basse continue.
Orphée comporte trois airs de caractères variés précédés chacun d'un récitatif. Le second air est séparé en deux par trois  mesures marquées "très lent" au moment où Eurydice, qu'Orphée vient de regarder,  est brutalement retenue dans les enfers. Cuthbert Girdlestone note cependant qu'il est d'un intérêt musical limité et que l'air gai qui lui succède manque singulièrement d'empathie.
Récitatif
Par le charme vainqueur d'un chant harmonieux
Orphée à l'empire des ombres
Arrachait l'objet de ses vœux
Et le fils de Vénus, dans ces routes trop sombres,
Conduisait son triomphe à l'éclat de ses feux.
Un plaisir seul manquait à ce mortel heureux :
Pluton, par une loi bizarre,
Avait, jusqu'au pied du Ténare
Contraint ses regards amoureux ;
Mais de jeunes Amours une escorte riante
Essayait d'amuser son âme impatiente
Par ces chants gracieux.
Air
Que du bruit de tes hauts exploits
L'Univers toujours retentisse,
Et qu'aux sons vainqueurs de ta voix
Désormais la terre obéisse.
L'enfer en respecte les lois.
Elle a su réparer l'outrage
Que t'avait fait l'injuste sort,
Et l'avare sein de la mort
Te rend la beauté qui t'engage.
Récitatif
Mais son âme sensible à la seule Eurydice,
Ne songe qu'au plaisir dont le terme est prochain :
Cessez, dit-il, cessez un éloge si vain !
Air gracieux
J'ai pour témoin de ma victoire
Les beaux yeux qui m'ont enflammé.
C'est le seul prix, la seule gloire,
Dont mon cœur puisse être charmé.
A ce penser flatteur, il s'émeut, il se trouble,
Il cède enfin au violent transport
De sa flamme qui se redouble.
Attend, fais sur ton cœur encor quelques efforts !
C'en est fait ... et ses yeux ont vu ceux d'Eurydice ! ...
Triste jouet de l'infernal caprice,
Prête à quitter les sombres bords,
Une barbare main la retient chez les morts.
(très lent)

(mouvement ordinaire)

Ému par des nouveaux accords,
Ce malheureux époux croit attendrir Mégère.
Elle est sourde, et ce n'est qu'à l'enfant de Cythère
Qu'il fait entendre ainsi sa plainte et ses remords :
Amour, amour, c'est toi qui fais mon crime.
Vole aux enfers le réparer !
Ah ! Devaient-ils nous séparer
Pour un transport si légitime ?
Amour, amour, c'est toi qui fais mon crime.
Ne saurais-tu le réparer !
Récitatif
Inutiles regrets !.. à sa douleur mortelle
Tout l'abandonne sans retour.
Ce n'est plus qu'en quittant le jour
Qu'il peut rejoindre ce qu'il aime.
Air gai
En amour il est un moment 
Marqué pour notre récompense.
Si quelquefois par indolence
On échappe ce point charmant,
Plus souvent encor un amant
Se perd par trop d'impatience.
De ses désirs impétueux
L'amant habile est toujours maître ;
Il tâche avec soin de connaître
L'instant qui doit combler ses vœux.
Tel aujourd'hui serait heureux
S'il n'avait voulu trop tôt l'être !